# 第16回競輪祭
第16回競輪祭（だい16かい けいりんさい）は、1974年に小倉競輪場で行われた。

## 決勝戦
- 全日本競輪王戦　11月25日（月）

| 着順 | 車番 | 選手     | 登録地 |
| ---- | ---- | -------- | ------ |
| 1    | 2    | 福島正幸 | 群馬県 |
| 2    | 7    | 国持一洋 | 静岡県 |
| 3    | 5    | 阿部道   | 宮城県 |
| 4    | 3    | 佐藤秀信 | 宮城県 |
| 5    | 1    | 太田義夫 | 千葉県 |
| 6    | 4    | 服部記義 | 埼玉県 |
| 7    | 6    | 西野忠臣 | 静岡県 |
| 8    | 8    | 吉岡隆伸 | 京都府 |
| 9    | 9    | 長島敏司 | 栃木県 |

- 配当 
  - 連勝単式 2－5　830円

### レース概要
ジャンで長島が、前受けの太田を叩く。長島に追走した阿部がバックで捲り切って先頭。以下、福島ー国持。直線に入り、福島が満を持して阿部を差し切り、2年連続の当大会完全優勝、通算3度目の競輪王の座を射止めた。
なお、11月18日（月）に決勝戦が行われた、全日本新人王戦は、渡辺孝夫（大阪府）が優勝した。